# Felt
Felt foi um grupo musical da década de 1980, do Reino Unido, adepto do indie rock, criado e liderado por Lawrence, inicialmente, com o guitarrista Maurice Deebank, que saiu em 1986, o baixista Mick Lloyd e Gary Ainge.
Lawrence e o baterista Gary Ainge foram os únicos membros constantes (apesar de Ainge não aparecer no primeiro lançamento, gravado somente por Lawrence antes de formar a banda).
O nome da banda surgiu depois que Tom Verlaine enunciou a palavra “felt” em uma canção do Television chamada Venus.
O Felt é citado como uma das influências principais da banda Belle & Sebastian, Manic Street Preachers, The Charlatans e também como grande influência ao grupo americano The Tyde. A banda lançou dez álbuns e dez singles num período de dez anos e depois acabou.
Durante o curso de seus dez anos de existência, a banda incluiu o guitarrista Maurice Deebank (que deixou a banda em 1986), o tecladista Martin Duffy, o baixista Marco Thomas e muitos outros baixistas e guitarristas.
Lawrence fez, depois, parte do grupo Denim e, atualmente dos Go-Kart Mozart.
Para consultar toda a discografia, artigos, fotos, podem ir ao site não oficial dos Felt, construído por um português:
Felt Tribute Site ou ao site oficial no Facebook - Felt Official
Em 2005 Lawrence lançou o álbum dos Go-Kart Mozart "Tearing Up the Album Chart" e propôs lançar um álbum a solo em 2006, o que não chegou a acontecer.
Em 2012 os Go-Kart Mozart lançaram um CD e LP (On The Hot Dog Streets), e em antigas entrevistas (http://musica.timeout.cat/bloc/tag/lawrence/) Lawrence referiu que futuramente iria lançar um EP (Mozart Mini-Mart.)
Em 2018 os Go-Kart Mozart lançaram um novo Álbum: Mozart's Mini-Mart e os Felt tiveram toda a sua discografia reeditada em vários formatos através do site Felt - A decade in Music.

## História
O primeiro lançamento do Felt é, na verdade, um disco solo de Lawrence, gravado em quatro canais, em seu quarto. Index, o compacto de estreia, foi lançado em 1979, pela Shangai Records, e continha as músicas “Index” e “Break”.
Apenas 500 cópias foram feitas e as 100 primeiras possuíam notas escritas na contra-capa: "Um barulho escapa de uma guitarra; uma distante voz roga por silêncio e uma língua já não mais usada." Nessa época, Lawrence assinava com Jon Lawrence, mas nos anos seguintes usaria apenas o segundo nome em sua carreira artística.
Com Lawrence nos vocais e guitarra, a banda foi formada corretamente em 1980, com a adição do amigo de escola Nick Gilbert (na bateria) e o guitarrista local, Maurice Deebank. Tornando se co-compositor, o estilo clássico de tocar de Deebank acabaria se tornando a assinatura sonora da banda em seus primeiros anos.
Gilbert passou para o baixo e o baterista Tony Race foi adicionado. Ele foi substituído logo depois por Gary Ainge que que continuaria a ser o único membro constante além de Lawrence em todo o resto da existência do Felt.
Felt assinou contrato com a Cherry Red Records e o seu primeiro single, Something Sends Me To Sleep foi lançado em 1981. Seu primeiro álbum, Crumbling The Antiseptic Beauty foi lançado no ano seguinte. Gilbert saiu e foi substituído no baixo por Mick Lloyd. A formação da banda, então, permaneceu inalterada através de seus dois próximos álbuns.
O Felt não parou de trabalhar em 1984, lançando mais três compactos - Mexican Bandits, Sunlight Bathed The Golden Glow e My Face Is On Fire e um novo LP - The Strange Idols Pattern and Other Short Stories.
O disco flertava com a música espanhola e trazia títulos estranhos como "Vasco da Gama" (o navegador e não o time), "Spanish House", "Roman Litter" e "Crucifix Heaven".
Em 1985, para a gravação de seu quarto álbum, o tecladista Martin Duffy foi adicionado e Marco Thomas tornou-se o baixista. Ignite The Seven Cannons foi produzido por Robin Guthrie dos Cocteau Twins e contou com Elizabeth Fraser no single "Primitive Painters". A canção atingiu o topo da parada de singles independentes do Reino Unido.
A banda mudou-se para Creation Records em 1986 e lançou Let The Snakes Crinkle Their Heads to Death, o primeiro de dois álbuns instrumentais que eles iriam gravar. Seu próximo álbum, Forever Breathes The Lonely Word, era uma coleção convencional de músicas que ganharam o elogio a banda e se tornaria considerado por muitos como o seu melhor.
Lawrence resolveu entrar mais uma vez em estúdio e saíram de lá com um novo disco, considerado o melhor por vários fãs: Poem of the River. Produzido por Mayo Thompson, do grupo Red Krayola, o som da banda mostrava-se mais afiado do que antes.
| “ | Nesse álbum tentamos voltar ao formato dos nossos primeiros discos: 30 minutos divididos em seis composições. 'Declaration' e 'Silver Plane' originalmente não entrariam nele e mereceram atenções especiais. | ” |

Em 1989, Lawrence declarou que tinha sido sua intenção ao longo de toda a década, lançar dez singles e dez álbuns em 10 anos e, tendo feito isso, anunciou o fim dos Felt. Depois de lançar seu último álbum, Me And The Monkey On The Moon, e realizar uma pequena turnê, a banda se separou. Lawrence formou o Denim e, mais tarde, Go-Kart Mozart. Duffy se juntou aos Primal Scream e Ainge viria a tocar com Vic Godard e formou os Fly com Marco Thomas e Martin Davies (primo de Martin Duffy).
Em 2018, toda discografia dos Felt foi reeditada em vinil e CD Felt -  A Decade In Music, com o lançamento de 10 caixas e dos 10 vinis originais.

## Discografia

### Álbuns
- Crumbling the Antiseptic Beauty (Cherry Red, 1981)
- The Splendour of Fear (Cherry Red, 1984)
- The Strange Idols Pattern and Other Short Stories (Cherry Red, 1984)
- Ignite the Seven Cannons (Cherry Red, 1985)
- Forever Breathes the Lonely Word (Creation Records, 1986)
- Let the Snakes Crinkle Their Heads to Death (Creation Records, 1986)
- Poem of the River (Creation Records, 1987)
- Pictorial Jackson Review (Creation Records, 1988)
- Train Above the City (Creation Records, 1988)
- Me and a Monkey on the Moon (Cherry Red, 1989)

### Compilações
- Gold Mine Trash (1987)
- Bubblegum Perfume (1990)
- Absolute Classic Masterpieces (1992)
- Absolute Classic Masterpieces Volume II (1993)
- Stains on a Decade (2003)

### Singles
- "Index" (solo single by Lawrence, September 1979)
- "Something Sends Me to Sleep" (July 1981)
- "My Face Is on Fire" (September 1982)
- "Penelope Tree" (June 1983)
- "Mexican Bandits" (March 1984)
- "Sunlight Bathed the Golden Glow" (July 1984)
- "Primitive Painters" (August 1985)
- "Ballad of the Band" (May 1986)
- "Rain of Crystal Spires" (September 1986)
- "The Final Resting of the Ark" (September 1987)
- "Space Blues" (August 1988)
- "Get Out of My Mirror" (free flexidisc, October 1989)

### Videos
A Declaration - Live in Concert, London, February 1987 (DVD, 2003)